# Ссылка (запись)
Ссы́лка — запись, которая идентифицирует документ или его часть.
Используется в документе для связи с другим документом, а также для связи одной части документа с другой частью. Полная идентификация документа используется в библиотечном деле в виде библиографической записи. Используют также термины внутренняя ссылка (ссылающаяся на другую часть того же документа) и внешняя ссылка (ссылающаяся на другой документ). Ссылки как средство указания на источник приводимой информации существуют и в устной речи, и на письме ровно с тех пор, как эти самые средства передачи информации появились. Особенность ссылки — её краткость: не требуется приводить часть текста (цитировать), а достаточно лишь указать источник.

## В литературе
Ссылка на ветхозаветный источник текста почти всегда имеет такой вид — «Быт., 8:2».
Для обычных книг существуют несколько других форм написания ссылок, один из них, к примеру, такой (пишется обычно в круглых скобках): Имя автора. Название книги. Город, год издания. Цитируемая страница(ы).
Наибольшее развитие система ссылок получила в такой отрасли книжного дела, как словари и энциклопедии. Например, в предисловии к Большой советской энциклопедии (3-е изд., 1969—1978) указывается: «Для облегчения читателю нахождения необходимых сведений в Энциклопедии применяется система ссылок. Название статьи, на которую даётся ссылка, набирается курсивом». Таким образом, зачастую ссылки для облегчения поиска набираются отличным от основного текста шрифтом.
Ссылками на произведения предшественников переполнены книги авторов, работавших в историческом жанре на протяжении эллинистической и римской эпох.

## В Интернете
Новый подход в практике использовании ссылок появился в 1991 году с изобретением сотрудником Европейской лаборатории физики элементарных частиц Тимом Бернерсом-Ли концепции World Wide Web — совокупности веб-страниц с различным, в том числе мультимедийным контентом и гиперссылками, что, как пишет Интернетско-русский разговорник, вообще «является фундаментальным свойством веб-страниц». Причём ссылкой в данном случае «может являться не только некоторая часть текста, но и картинка или её часть».
Главным отличием простой ссылки от гиперссылки является то, что при преходе по последней пользователь мгновенно получает доступ к источнику информации, на который ссылается автор статьи или сайта. Отпадает необходимость долгого поиска литературы в библиотечных каталогах.
В 1990—2000-е годы Интернет вообще и ссылки в частности стали предметом философских исследований. Итальянский семиолог, писатель и философ Умберто Эко в лекции, прочитанной на экономическом факультете МГУ 20 мая 1998 года, высказал идею, что «Если телевидение, ориентирующее на зрительный образ, ведёт в конечном счёте к упадку грамотности, то компьютер, так или иначе предполагающий работу со словами (чтение строк на экране, ввод данных, общение в чатах), реанимирует умение работать с печатными текстами». Кандидат философских наук, доцент В. А. Емелин, опираясь на идеи Эко, указывает:

Если обычный текст является линейным…, то… гипертекст открывает новые «поперечные» измерения… Читая книгу, мы не можем покинуть её пределы, при этом не расставаясь с ней. Когда её содержание вынуждает обратиться к другим источникам, то нам приходится отложить один текст, уйти за рамки его пространства и переключить своё внимание на другой… Гипертекст полностью меняет ситуацию… Применяемый во всемирной паутине язык HTML… обеспечивает мгновенный переход от одного текста к другому, причём для этого не нужно покидать пространство исходного текстового поля. Стоит указать на снабжённое гиперссылкой слово или предложение, и перед вами — связанный с ним текст. Первоначальный текстовый фрагмент при этом не исчезает, а лишь уходит на некоторое время на второй план. Текст, не теряя своих пространственных очертаний, обретает иное измерение, где он становится в буквальном смысле бесконечным, ведь от одной ссылки можно двигаться к другой и так далее без конца.